# Венеційська хартія
Венеційська хартія 1964 — міжнародний документ про збереження та реставрацію історичних пам'яток і визначних місць.

1965 хартію схвалено Міжнародною радою з питань пам'яток та визначних місць (ІКОМОС).

Метою комітету, який прийняв Хартію в 1964 році у Венеції, було спільно визначити і сформулювати основні принципи охорони й реставрації нерухомих пам'яток, надаючи при цьому кожній країні можливість слідкувати за втіленням їх у межах власної культури і традицій. Фундаментальні принципи для цього були викладені ще в Афінській хартії 1931 року.